# مادلين إيستمان
مادلين إيستمان (بالإنجليزية: Madeline Eastman)‏ هي عازفة الجاز أمريكية، ولدت في 27 يونيو 1954.

## وصلات خارجية
- الموقع الرسمي
- مادلين إيستمان على موقع ميوزك برينز (الإنجليزية)
- مادلين إيستمان على موقع ديسكوغز (الإنجليزية)